# کومار سانو
کومار سانو (به انگلیسی: Kumar Sanu) نام اصلی «کیدارنات باتاچاریا» خواننده‌ای مشهور اهل هند است که بیشتر آهنگ‌هایش را به زبان هندی برای فیلم‌های بالیوود از اوایل ۱۹۹۰ (میلادی) خوانده‌است.
او پنج سال متوالی جایزهٔ بهترین خوانندهٔ مرد را برای سروده‌هایش در فیلم‌های بالیوود دریافت کرده‌است.

## زندگی
کومار سانو متولد ۲۰ اکتبر ۱۹۵۷میلادی، در شهر کلکته ایالت بنگال غربی، هندوستان می‌باشد. او با پدرش «پاشوپاتی باتاچاریا» و خواهر بزرگتر از خودش در شهر کلکته زندگی می‌کردند. کمار سانو در اوایل آموزش طبله را از پدرش که یک خواننده و آهنگساز بود آموزش دید. کومار سانو بعد از گرفتن مدرک تحصیلی در تجارت از دانشگاه کلکته، در سال ۱۹۷۹میلادی، با اجرای آهنگ در نمایشگاه‌ها و رستوران‌ها در کلکته شروع به کار آوازخوانی کرد.

## کار با خوانندگان دیگر
کومار سانو بسیار آهنگ‌هایش را به صورت دوئل با خوانندگان زن مانند لتا منگیشکر، شریا، آلکا یاگنیک، آشا بهوسله، انورادا پودوال، کاویتا کریشنامورتی، سادهانا سرگم، الیشا چینای، سونیدهی چاوهان، سپنا موکرجی، سوشما شریتا، سپنا آواستی، منالی تاکور و … خوانده‌است.
علاوه بر این او همچنین بیشترین آهنگ‌های دوئل مردانه را نیز با بهترین خوانندگان مانند اودیت نارایان، ابیجیت باتاچاریا، سونو نیگام، نیتین موکش، هریهاران، بابل سوپریو، آمیت کومار، سورِش وادکار، پنکاج ادهاس و برخی دیگر خواندگان مرد خوانده‌است.